# Пандемия (Южный Парк)
«Пандемия» (англ. Pandemic) — эпизод 1210 (№ 177) сериала «Южный Парк», премьера которого состоялась 22 октября 2008 года.
Это первая серия из двух частей. В этом эпизоде мальчики пытаются извлечь выгоду из внезапного роста популярности перуанских флейтовых оркестров, невольно становясь участниками плана демонического существа по использованию гигантских морских свинок для нападения на публику. Сюжетная линия этого эпизода завершается в следующем эпизоде «Пандемия 2: Потрясение».

## Сюжет
Рэнди покупает видеокамеру и начинает снимать всё, что видит. Тем временем Стэн замечает в торговом центре группу перуанских музыкантов. Постепенно таких групп становится всё больше и больше, что начинает раздражать жителей города. Узнав о том, сколько зарабатывает одна такая группа, четвёрка главных героев обращается за помощью к Крейгу, которому бабушка на день рождения подарила 100 долларов. На эти деньги ребята покупают музыкальные инструменты и записывают альбом своей «этнической» музыки.
Правительство США обеспокоено распространением перуанских групп, считая их провокаторами финансового кризиса. Глава Службы Безопасности приказывает арестовать всех музыкантов и поместить их в лагерь в Майами, откуда они будут отправлены в Гуантанамо-Бэй на пожизненное заключение. Опергруппа захватывает главных героев и бросает их к перуанцам. После этого ребятам предлагают сотрудничество — их забросят в Перу для выполнения какой-то миссии, и в случае успеха отпустят. Они соглашаются, их увозят на аэродром, а перуанцы требуют, чтобы их отпустили, потому что они являются спасителями от какой-то «пушистой смерти».
Тем временем на Саут-Парк нападает стая огромных морских свинок, опустошая город. Рэнди убегает, не упуская возможности снять весь хаос на камеру. Нападению подвергаются Европа и США, и глава Службы Безопасности заявляет министру обороны, что его план удался, а единственный, кто может помешать его осуществить, «заброшен в никуда», при этом держит в руках фотографию Крейга.

## Отсылки
- Монстры и стиль кинематографии с трясущейся камерой являются отсылкой к фильму 2008 года «Монстро».
- Морские свинки, показанные в этом эпизоде, являются важным культурным символом Перу и других культур Анд.
- Когда детей посылают в Перу Кайл говорит: "Только не в Перу", и потом Стэн: "Нашего друга изнасиловали в Перу". Это отсылка к серии «Китайская пробрема», в которой насилуют Индиану Джонса.